# Nacionalno prvenstvo ZDA 1944
Nacionalno prvenstvo ZDA 1944 v tenisu.

## Moški posamično
Frank Parker :  William Talbert  6-4 3-6 6-3 6-3

## Ženske posamično
Pauline Betz Addie :  Margaret Osborne duPont  6-3, 8-6

## Moške dvojice
Don McNeill /  Bob Falkenburg :  Bill Talbert /  Pancho Segura 7–5, 6–4, 3–6, 6–1

## Ženske dvojice
Louise Brough /  Margaret Osborne :  Pauline Betz /  Doris Hart 4–6, 6–4, 6–3

## Mešane dvojice
Margaret Osborne /   Bill Talbert :  Dorothy Bundy /  Don McNeill 6–2, 6–3